# 藤田スケール
藤田スケール（ふじたスケール、英: Fujita scale）または藤田・ピアソン・スケール（Fujita-Pearson scale）は、竜巻（トルネード）の強さを評定するための尺度である。主に建築物や樹木などの被害状況に基づいて推定される。藤田スケールの公式な階級区分は、写真や映像を用いた検証のほか、状況に応じて、竜巻襲来後に地上に形成される渦巻き模様のパターン（サイクロイド状の跡）や気象レーダーのデータ、目撃者の証言、メディア報道や被害画像などを基に決定される。通称、Fスケール（F-Scale）とも呼ばれる。

## 背景
1971年、シカゴ大学教授（当時）の藤田哲也が、アメリカの暴風雨予測センター（Storm Prediction Center; SPC）の前身である国立暴風雨予報センター（National Severe Storms Forecast Center; NSSFC）の局長だったアレン・ピアソンと共に提唱した。藤田とピアソンは、アメリカ海洋大気庁（NOAA）の国立トルネード・データベースに蓄積された1950年から1972年までのトルネード関連の報告書を遡って調査し、さらに歴史上有名な初期のトルネードについても研究の対象に入れて、藤田スケールへと応用させていった。また同じ頃、トマス・グラザリスによるトルネード・データベース化計画 (The Tornado Project) でも、1880年以降に米国で発生した全ての既知の重大なトルネード（F2～F5相当もしくは多数の死者が出た事例）の分類がなされた。1973年には、トルネードの被害範囲の長さと幅が考慮されたスケールになった。アメリカ合衆国では1973年以降、トルネードの発生直後にその強さが評定されるようになった。
だが、藤田スケールはあくまで竜巻による被害の大きさを示したものであり、竜巻の厳密な風速を求める設計にはなっていなかったため、スケールでは階級ごとに風速が定義されているものの、実際の被害の程度と推定される風速が一致しないことも少なからずあった。藤田スケールでは、比較的強いトルネード（特にF3～F5）に対する風速の推定値が実際の風速より極端に高く評価されてしまうという欠点があった。これに関して、NOAAは「実際のところ、通常正確な風速とされる風速もやはり推定の風速であり、それが科学的に立証されることもない。推定風速と実際の風速が異なるということは、場所や建物によって被害に差が出るような程度のことである。仮に、藤田らによる竜巻の被害に関する一連の技術的な分析が行われていなかったとしたら、それこそ実際の風速は前例のない被害をもたらしていたかもしれない」と言及した。その後、改良藤田スケール（Enhanced Fujita Scale：EF-Scale）が策定され、より正確な風速の推定が行われるようになった。

## スケールの由来と発展

風速に関係する3つのスケールの相互関係を表した図。
青：ビューフォート風力階級
赤：藤田スケール
緑：マッハ数

藤田が提唱したスケールの原型はF0からF12までの13階級であった。これは、ビューフォート風力階級やマッハ数との互換性を保つために考慮した上での措置であった。F1で定義された風速の範囲がビューフォート風力階級の風力12に対応する一方で、藤田スケールの最高階級であるF12の風速は、マッハ1.0に相当する（右図）。さらに、F0は被害がない状況を想定した階級である（なお、風速について言えば、おおよそビューフォート階級の風力8に相当する）。これと比較すると、ビューフォート階級の風力0の状態がいかに無風であるかについて理解できる。これらの風力値から、藤田スケールの階級ごとに充てられる、被害について記述した定性的な説明文が作成され、そして、それらの文章を用いてトルネードが分類される。
藤田がトルネードのスケールを着想した当時、風によってもたらされる損害に関する情報はわずかであった。そのため、藤田のスケールが試みた具体的な被害状況の記述は経験的な推測による内容にすぎなかった。藤田は、現実に地球上で発生し得る竜巻の分類には、F0からF5までが実用的だろうと考えた。しかしながら、将来的に竜巻の被害分析手法がさらに発展した暁に、藤田スケールが再び使用される可能性があることを見越して、「想像もつかないほどの竜巻（Inconceivable tornado）」としながらも、藤田はF6の定義を付け加えた。
「非常に深刻なF5の竜巻被害」が記録されてきた一方で「F6」の概念に該当する規模の竜巻は公式には記録されていないが、1974年にオハイオ州ジーニアに被害をもたらした事例は「F6±1」と記載され、1999年のオクラホマシティでの記録は最大風速が時速521kmで「F6」に該当するという意見も見られ、2013年にオクラホマ州のエル・レノで発生した竜巻の最大風速は時速541kmだった（エル・レノは2011年にも最大風速が時速476kmの竜巻の被害があり、これら1999年・2011年・2013年の各竜巻は地球上で記録されてきた風速記録のワースト3である）。2013年ムーア竜巻は改良藤田スケールが導入されて以降の最大記録の一つであり、上記の1999年の竜巻と威力や進路が類似している。

## 藤田スケール階級表
以下、7つの階級を強度の低い方から順に示す。
| 階級 | 推定風速 | 推定風速 | 推定風速 | 相対度数 | 想定される被害 | 想定される被害 |
| 階級 | mph      | km/h     | m/s      | 相対度数 | 想定される被害 | 想定される被害 |
| ---- | -------- | -------- | -------- | -------- | --- | -------------- |
| F0   | 73未満   | 117未満  | 32未満   | 38.9%    | 被害は比較的軽微。煙突の損傷、木の枝が折れる、根の浅い木が傾く、道路標識の損傷など。 | F0の被害例     |
| F1   | 73–112   | 117–180  | 33–49    | 35.6%    | 中程度の被害。屋根がはがされたり、自動車で引く移動住宅などは壊れたりひっくり返ったりする。移動中の自動車は道から押し出される。壁続きのガレージは破壊される。 | F1の被害例     |
| F2   | 113–157  | 181–253  | 50–69    | 19.4%    | 大きな被害。家の壁ごと屋根が飛び、強度の弱い木造住宅や移動住宅などは破壊され、貨車は脱線したりひっくり返ったりし、大木でも折れたり根から倒れたりする。軽いものはミサイルのように飛び、車は横転したり数十メートル程度飛んだりする。                               | F2の被害例     |
| F3   | 158–206  | 254–332  | 70–92    | 4.9%     | 重大な被害。建て付けの良い家でも屋根と壁が吹き飛ぶ。列車は脱線転覆、森の大半の木は引っこ抜かれ、ダンプカーなどの重い車でも地面から浮いて飛んだりする。 | F3の被害例     |
| F4   | 207–260  | 333–418  | 93–116   | 1.1%     | 深刻な大被害。建て付けの良い家でも基礎が弱いものはちょっとした距離を飛んでいき、車は大きなミサイルのように飛んでいく。 | F4の被害例     |
| F5   | 261–318  | 419–512  | 117–141  | 0.1%未満 | あり得ないほどの甚大な壊滅的被害。強固な建造物も基礎ごと吹き飛んでいってしまい、自動車大の物がミサイルとなって数百メートルを超過して空を飛び交い、どこからともなく大型トラックが降ることもある。樹木も根こそぎ宙を舞い、とにかく信じられないような大惨事になる。 | F5の被害例     |
| F6   | 319–379  | 513–610  | 142–169  | ほぼ皆無 | 仮に発生するようなことがあるならば、未曽有の超壊滅的な被害が予想される。この階級以上の竜巻の発生率は全体から見ても極々稀（）な割合である。 |                |

## 改良藤田スケール
1971年に導入され、数々のトルネードを分類してきた藤田スケールは経験的推測に頼る部分が大きかった。藤田とその研究仲間たちは、導入後すぐにその不備を認めて、徹底的な技術的分析に乗り出した。この研究によって、藤田スケールで定義された各階級の損害に相当する風速は、実際には藤田スケールで示したものより低いことが判明した。また、藤田スケールにおける、風速による竜巻の被害想定は一般的家屋を想定していたが、低い風速でも建築物に大きな損害を与えることが考えられ、建築物の強度などの要因に対する考察は不完全なままであった。この問題に対処するべく、藤田は1992年に修正藤田スケール（Modified Fujita Scale）を発表した。しかしながら、同年、藤田はシカゴ大学の教授職を退いており、また米国気象局（NWS）も藤田の修正したこの新しいスケールへの移行を引き受けるような立場にはなかったため、修正藤田スケールが世に広まることはついになかった。
アメリカ合衆国では、より正確な改良藤田スケール（Enhanced Fujita scale, EF-Scale, EFスケール）を支持する意向を示す科学者が増えてきたこともあって、2007年2月1日にFスケールはその役目を終え、EFスケールに取って代わられた。カナダでは、同国の環境に合わせて修正を加えたカナダ版改良藤田スケールが導入され、2013年4月1日から運用を始めた。EFスケールは多くの点でFスケールを改良したものだとされており、特に、建造物の種類によって異なる被害の程度などが、明確に示されるようになったことが改善点の一つに挙げられる。Fスケールでは多少曖昧だった損害の程度の規格化によって、かなり確実に竜巻の推定風速を求めることが可能になると期待されている。ちなみに、EFスケールの最高階級であるEF5では、風速の上限が設定されていない。
従来の藤田スケールは、TORROスケール（TORRO scale）が用いられている一部の地域を除いては、2008年現在も、竜巻の規模を示す指標として、国際的に広く用いられている。
日本では気象庁が2007年（平成19年）4月1日より「藤田スケール」を予報用語に追加した。また、気象庁は米国のEFスケールを参考にしながら日本の環境に合わせて藤田スケールを改良し、より正確に竜巻など突風の風速を推定することができる日本版改良藤田スケール（JEFスケール）を2015年（平成27年）12月に策定して、2016年（平成28年）4月より運用を開始した。